# Benesat
Benesat (en hongrois Benedekfalva) est une commune roumaine du județ de Sălaj, dans la région historique de Transylvanie et dans la région de développement du Nord-ouest.

## Géographie

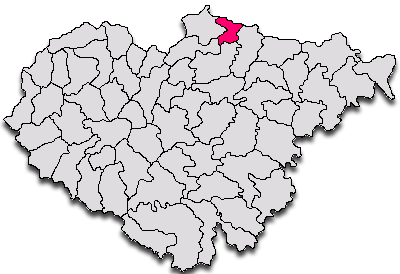
Localisation de Benesat dans le județ de Sălaj.

La commune de Benesat est située dans le nord du județ, à la limite avec le județ de Maramureș, sur la rive gauche de la Someș, à 19 km au nord de Jibou et à 44 km au nord-est de Zalău, le chef-lieu du județ.
La municipalité est composée des trois villages suivants (population en 2002) :
- Aluniș (663) ;
- Benesat (524), siège de la commune ;
- Biușa (592).

## Histoire
La première mention écrite du village de Benesat date de 1475 sous son nom hongrois. Les autres villages sont mentionnés auparavant, en 1246 pour Aluniș et en 1388 pour Biușa.
La commune, qui appartenait au royaume de Hongrie, faisait partie de la principauté de Transylvanie et elle en a donc suivi l'histoire.
Après le compromis de 1867 entre Autrichiens et Hongrois de l'empire d'Autriche, la principauté de Transylvanie disparaît et, en 1876, le royaume de Hongrie est partagé en comitats. Benesat intègre le comitat de Szilágy (Szilágy vármegye).
À la fin de la Première Guerre mondiale, l'Empire austro-hongrois disparaît et la commune rejoint la Grande Roumanie.
En 1940, à la suite du deuxième arbitrage de Vienne, elle est annexée par la Hongrie jusqu'en 1944. Elle réintègre la Roumanie après la Seconde Guerre mondiale.

## Politique
Le Conseil Municipal de Benesat compte 11 sièges de conseillers municipaux. À l'issue des élections municipales de juin 2008, Sorin-Alexandru Romocea (PNL) a été élu maire de la commune.
| Parti                                      | Nombre de conseillers |
| ------------------------------------------ | --------------------- |
| Parti national libéral (PNL)               | 4                     |
| Union démocrate magyare de Roumanie (UDMR) | 3                     |
| Parti social-démocrate (PSD)               | 2                     |
| Parti démocrate-libéral (PD-L)             | 1                     |
| Parti civique hongrois                     | 1                     |

## Démographie

### Ethnies
En 1910, à l'époque austro-hongroise, la commune comptait 1 286 Roumains (68,30 %) et 592 Hongrois (31,40 %).
En 1930, on dénombrait 1 481 Roumains (73,22 %), 512 Hongrois (25,35 %), 21 Juifs (1,04 %) et 5 Roms (0,25 %).
En 1956, après la Seconde Guerre mondiale, 1 816 Roumains (76,14 %) côtoyaient 567 Hongrois (23,77 %).
En 2002, la commune comptait 1 272 Roumains (71,50 %) et 507 Hongrois (28,50 %). On comptait à cette date 675 ménages et 664 logements.

### Religions
En 2002, la composition religieuse de la commune était la suivante :
- Chrétiens orthodoxes, 67,62 % ;
- Réformés, 26,58 % ;
- Catholiques romains, 0,67 %.

## Économie
L'économie de la commune repose sur l'agriculture car la commune dispose de très riches terres arables.

## Communications

### Routes
Benesat est située sur la route régionale DJ108A qui la relie au județ de Maramureș au nord et à la ville de Jibou au sud.

### Voies ferrées
Benesat est desservie par la ligne des Chemins de Fer Roumains (Căile Ferate Române) Jibou-Baia Mare).

## Lieux et monuments
- Benesat, église orthodoxe en bois des Sts Archanges Michel et Gabriel datant du XVIIe siècle[6].